# Episodi de Il cane di papà (prima stagione)
La prima stagione della serie televisiva Il cane di papà è stata trasmessa in anteprima negli Stati Uniti d'America dalla NBC tra l'8 ottobre 1988 e il 1º aprile 1989.
| nº | Titolo originale            | Titolo italiano | Prima TV USA     | Prima TV Italia |
| -- | --------------------------- | --------------- | ---------------- | --------------- |
| 1  | Pilot                       |                 | 8 ottobre 1988   |                 |
| 2  | The Check Isn't in the Mail |                 | 22 ottobre 1988  |                 |
| 3  | Barbara Gets Shot           |                 | 29 ottobre 1988  |                 |
| 4  | Fatal Attraction            |                 | 5 novembre 1988  |                 |
| 5  | Father of the Bride         |                 | 12 novembre 1988 |                 |
| 6  | Harry's Vacation            |                 | 19 novembre 1988 |                 |
| 7  | Tinker to Evers to Tucson   |                 | 26 novembre 1988 |                 |
| 8  | What's a Father to Do?      |                 | 3 dicembre 1988  |                 |
| 9  | Harry's Friend              |                 | 10 dicembre 1988 |                 |
| 10 | Libby's Gift                |                 | 17 dicembre 1988 |                 |
| 11 | The First Time - Again      |                 | 7 gennaio 1989   |                 |
| 12 | Full Nest                   |                 | 14 gennaio 1989  |                 |
| 13 | Here's a Howdy-Do           |                 | 28 gennaio 1989  |                 |
| 14 | Strange Bedfellows          |                 | 4 febbraio 1989  |                 |
| 15 | Tears of a Clown            |                 | 6 febbraio 1989  |                 |
| 16 | Blame It on the Moon        |                 | 11 febbraio 1989 |                 |
| 17 | Dumped                      |                 | 18 febbraio 1989 |                 |
| 18 | The More Things Change...   |                 | 25 febbraio 1989 |                 |
| 19 | Man of the Year             |                 | 4 marzo 1989     |                 |
| 20 | Cyrano de Weston            |                 | 18 marzo 1989    |                 |
| 21 | My Sister, My Friend        |                 | 25 marzo 1989    |                 |
| 22 | A Life in the Day           |                 | 1º aprile 1989   |                 |